# Іктар-Будінц
Іктар-Будінц (рум. Ictar-Budinț) — село у повіті Тіміш в Румунії. Входить до складу комуни Тополовецу-Маре.
Село розташоване на відстані 377 км на північний захід від Бухареста, 34 км на схід від Тімішоари.

## Населення
За даними перепису населення 2002 року у селі проживали 509 осіб. Рідною мовою 501 особа (98,4%) назвала румунську.
Національний склад населення села:
| Національність | Кількість осіб | Відсоток |
| -------------- | -------------- | -------- |
| румуни         | 494            | 97,1%    |
| угорці         | 8              | 1,6%     |
| німці          | 5              | 1,0%     |